# Resistance: Fall of Man
Resistance: Fall of Man – gra first-person shooter na konsolę PlayStation 3 wyprodukowana przez Insomniac Games i wydana przez Sony Computer Entertainment. Gracz wciela się w rolę Nathana Hale'a, który wraz z oporem ludzkości próbuje pokonać inwazję chimer w Wielkiej Brytanii. Czas akcji to rok 1951 w alternatywnej wersji historii okresu powojennego.
Resistance otrzymała głównie pozytywne recenzje. Była pierwszą grą na PlayStation 3, która przekroczyła próg miliona sprzedanych kopii.
Gra jest exclusive'm dla konsoli PlayStation 3 i jako tytuł startowy miała swoją premierę 11 listopada 2006 w Japonii, 17 listopada 2006 podczas amerykańskiej premiery konsoli i 23 marca 2007 podczas premiery europejskiej.

## Fabuła
Resistance: Fall of Man tworzy alternatywną historię, w której świat nie doświadczył II wojny światowej. Era pokoju i dobrobytu rozpoczęta wraz z końcem wielkiej wojny, kończy się odkryciem agresywnej i bezlitosnej rasy, nazwanych Chimera. Chimera rozpoczyna budowę własnej armii i przygotowania do inwazji. W 1951, Wielka Brytania znajduje się w czasie inwazji. Zarówno Azja i Europa już zostały pokonane.
Gra opowiada historię Rangera Armii Stanów Zjednoczonych, sierżanta Nathana Hale'a, który w pewien sposób wydaje się być uodporniony na wirus Chimery. Staje się główną postacią desperackiej operacji, dążącej do powstrzymania inwazji. Następne trzy dni czasu gry to próba ocalenia przez siły amerykańskie i brytyjskie tego, co pozostało.